# Neobythites longiventralis
Neobythites longiventralis är en fiskart som beskrevs av Nielsen, 1997. Neobythites longiventralis ingår i släktet Neobythites och familjen Ophidiidae. Inga underarter finns listade i Catalogue of Life.